# Callow (Herefordshire)
Callow is een civil parish in het bestuurlijke gebied Herefordshire, in het Engelse graafschap Herefordshire.